# Tenebrionoidea

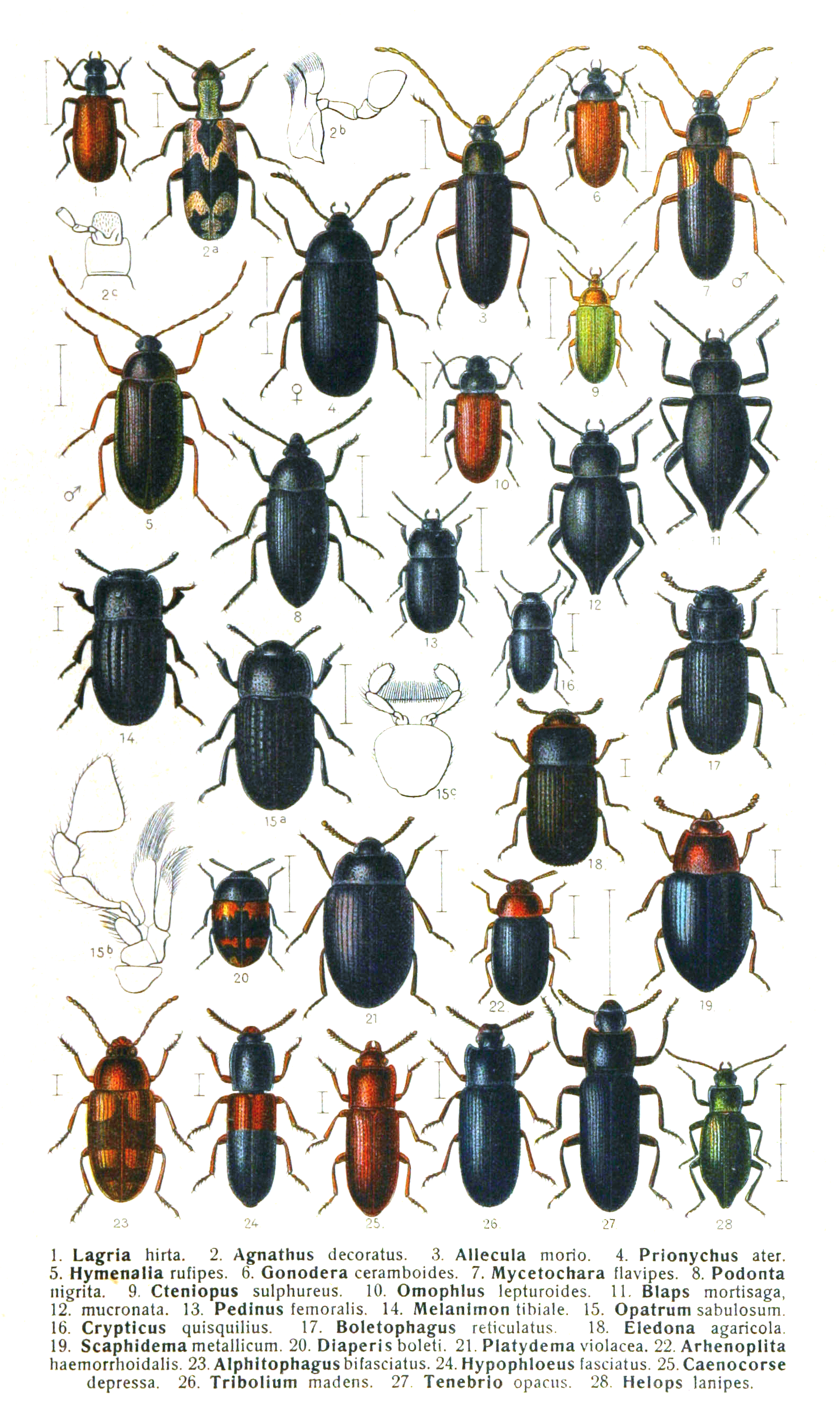

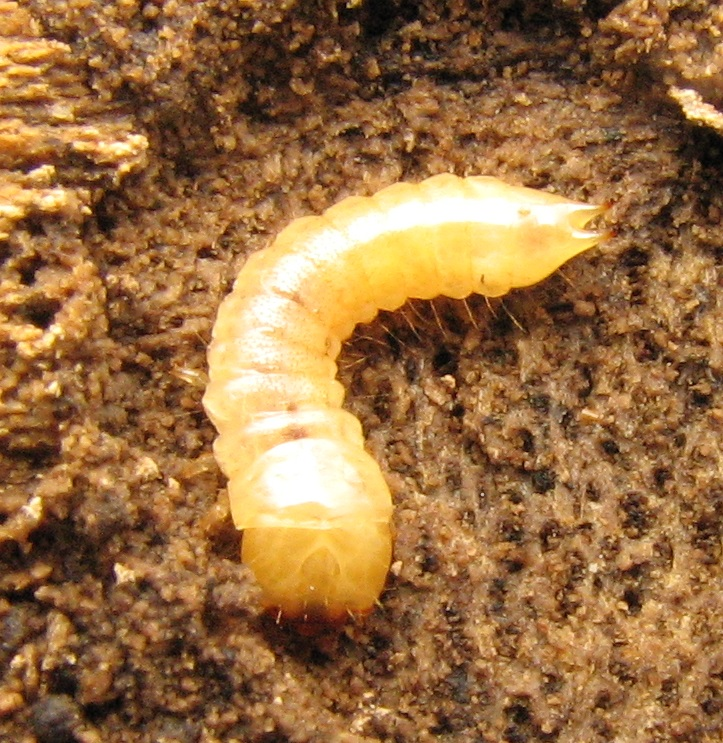
Synchroa punctata (familia Synchroidae), larva

Tenebrionoidea es una superfamilia de coleópteros polífagos que se distribuyen por todo mundo. Incluye numerosas familias entre las que destacan los Tenebrionidae, que incluyen más de 20.000 especies con élitros mayoritariamente negros, y los Meloidae y los Oedemeridae, que secretan cantaridina, un líquido que causa erupciones en la piel. Los coleópteros de esta superfamilia se alimentan principalmente de cortezas, flores, hongos y vegetación en general.
La mayoría de las familias son heterómeras, es decir, tienen cinco artejos en los tarsos anteriores y medios, y cuatro en los posteriores (fórmula tarsal 5-5-4).

## Taxonomía
La superfamilia Tenebrionoidea incluye las siguientes familias:
- Aderidae Winkler, 1927
- Anthicidae Latreille, 1819
- Archeocrypticidae Kaszab, 1964
- Boridae C. G. Thomson, 1859
- Chalcodryidae Watt, 1974
- Ciidae Leach, 1819
- Melandryidae Leach, 1815
- Meloidae Gyllenhal, 1810
- Mordellidae Latreille, 1802
- Mycetophagidae Leach, 1815
- Mycteridae Blanchard, 1845
- Oedemeridae Latreille, 1810
- Promecheilidae St. George, 1939
- Prostomidae C. G. Thomson, 1859
- Pterogeniidae Crowson, 1953
- Pyrochroidae Latreille, 1807
- Pythidae Solier, 1834
- Ripiphoridae Gemminger and Harold, 1870
- Salpingidae Leach, 1815
- Scraptiidae Mulsant, 1856
- Stenotrachelidae C. G. Thomson, 1859
- Synchroidae Lacordaire, 1859
- Tenebrionidae Latreille, 1802
- Tetratomidae Billberg, 1820
- Trachelostenidae Lacordaire, 1859
- Trictenotomidae Blanchard, 1845
- Ulodidae Pascoe, 1869
- Zopheridae Solier, 1834